# Nột Nhĩ Đồ
Nột Nhĩ Đồ (tiếng Trung: 訥爾圖; 17 tháng 6 năm 1665 - 9 tháng 6 năm 1696) là một hoàng thân của nhà Thanh trong lịch sử Trung Quốc, người thừa kế 1 trong 12 tước vị Thiết mạo tử vương.

## Cuộc đời
Nột Nhĩ Đồ sinh vào giờ Dậu, ngày 5 tháng 5 (âm lịch) năm Khang Hi thứ 4 (1665), trong gia tộc Ái Tân Giác La. Ông là con trai thứ tư của Bình Bỉ Quận vương La Khoa Đạc, và là anh trai ruột của Bình Điệu Quận vương Nột Nhĩ Phúc. Mẹ ông là Đích Phúc tấn Bác Nhĩ Tế Cát Đặc thị. Năm Khang Hi thứ 18 (1679), tháng giêng, ông được thụ phong làm Bình Quận vương Thế tử. Tháng giêng âm lịch năm thứ 22 (1683), cha ông qua đời nên ông được thế tập tước vị Bình Quận vương (平郡王) đời thứ 2, tức Khắc Cần Quận vương đời thứ 4. Đến tháng 4 năm thứ 26 (1687), vì đánh chết người vô tội, lại bẻ gãy toàn bộ tay chân của họ mà ông bị đoạt bỏ tước vị. Tước vị sẽ do em trai thứ 6 của ông là Nột Nhĩ Phúc thế tập.
Năm thứ 35 (1696), ngày 10 tháng 5 (âm lịch), giờ Mẹo, ông qua đời, thọ 32 tuổi. Năm Càn Long thứ 44 (1779), tằng tôn của Nột Nhĩ Phúc là Khắc Cần Lương Quận vương Khánh Hằng qua đời, triều đình lấy cháu nội của ông là Nhã Lãng A thế tập tước vị. Từ đó chi hệ của ông trở lại là đại tông của Khắc Cần vương phủ.

## Gia quyến
- Đích Phúc tấn: Bác Nhĩ Tế Cát Đặc thị (博爾濟吉特氏), con gái của Tán trật đại thần Đồ Hỗ Lỗ Khắc (圖祜魯克).
- Thứ thiếp: Tiền thị (錢氏), con gái của Nhị Cách (二格).
- Con trai: Nột Thanh Ngạch (訥清額; 1692 – 1765), mẹ là Thứ thiếp Tiền thị. Năm 1779 được truy phong làm Khắc Cần Quận vương. Có mười sáu con trai.